# حميدي دهام الهادي الجربا
الشيخ حُميدي بن دهام بن الهادي بن العاصي الجربا (1936 - 10 نوفمبر 2022)؛ سياسي سوري، وهو شيخ مشايخ قبيلة شمر في سوريا.

## عنه
ولد في عام 1936 في قرية تل علو بريف الحسكة، والده الشيخ دهام بن الهادي بن العاصي الجربا، كان سياسيًا بارزًا في سوريا.

## الحرب الأهلية السورية
في عام 2014م، شارك بشكل واسع بصفته مساعد الرئيس أو الحاكم في مقاطعة الجزيرة ضمن منطقة الإدارة الكردية في شمال سوريا. وقد كان له الدور البارز في الحملات المكافحة لتنظيم داعش. وعد حميدي مناوئًا شديدًا كذلك لما يُسمى بالسلفية الجهادية.

## وفاته
توفي حميدي الجربا، في صباح يوم الخميس 10 نوفمبر/ تشرين الثاني 2022 الموافق 16 ربيع الآخر 1444 هـ عن عمر ناهز 86 عامًا، بعد صراع مع مرض السرطان.